# 三郷市民の歌
- 日本 > 埼玉県 > 三郷市 > 三郷市民の歌
- 日本 > 市町村 > 市町村歌 > 埼玉県の市町村歌一覧 > 三郷市民の歌

「三郷市民の歌」（みさとしみんのうた）、別名「若い三郷」（わかいみさと）は、日本の埼玉県三郷市が制定した市歌である。作詞・森菊蔵、作曲・狛林正一。
本記事では市民歌と同時に制定された「三郷音頭」（みさとおんど）についても解説する。

## 解説
1972年（昭和47年）に北葛飾郡三郷町単独の市制施行により発足した三郷市の市民歌である。市制施行に先立って三郷町役場が発行していた広報紙を通じて市民音頭の歌詞を募集していたが、併せて詩人で東京企画を主宰していた森菊蔵の作詞により市民歌を制定することになった。
発表演奏は市民歌・音頭の2曲とも市制施行当日に記念式典の席上で行われ、CBSソニーがA面にアンサンブル・ボッカの歌唱する「三郷市民の歌」、B面に英亜里の歌唱する「三郷音頭」を収録したシングル盤（規格品番：YESA-2）を製造している。
その後、1982年（昭和57年）には市制10周年記念歌として都はるみが歌唱する「葛飾三郷ばやし」が森の作詞、市川昭介の作曲により作成され、日本コロムビアが製造したコンパクト盤（PLS-7333-CP）のB面に市民歌が「若い三郷 -三郷市民の歌-」の表題で再録された（カラオケあり）。ただし、1985年（昭和60年）1月1日に告示された例規上の題名は「三郷市民の歌」のままであり、改題された訳ではない。
2012年（平成24年）刊の『全国 都道府県の歌・市の歌』には未収録で、市のサイトにも例規集以外に市民歌単独の紹介ページは設けられていないものの、市民体操「すこやかみさと健康体操」のBGMには市民歌が使われている。

### 三郷音頭
三郷市の市民音頭「三郷音頭」は市制施行の前年から歌詞を懸賞募集し、その入選作品を基に市民歌と併せて制定された。作詞・吉川等、補作・森菊蔵、作曲・山路進一。
市内で開催される夏祭りに際して演奏され、後から作られた「葛飾三郷ばやし」と共に定番曲となっている。